# Список улиц Ярославля
Список улиц города Ярославля

## Современные

### Улицы
| # А Б В Г Д Е Ё Ж З И К Л М Н О П Р С Т У Ф Х Ц Ч Ш Щ Э Ю Я |

#### 0—9
- 1 мая. Названа в 1930-е годы по дате Дня международной солидарности трудящихся. Упразднена в 2011 году в связи с фактическим исчезновением.[1]
- 18 марта. Названа в 1941 году по дате создания Парижской коммуны по случаю празднования её 70-летия. Название связано с расположением в посёлке Парижская коммуна.
- 1905 года. Названа в 1950-х по случаю празднования 50-летия революции 1905 года. В 1979 году к ней присоединён 1-й Норский переулок.
- 50 лет ВЛКСМ (бывшая 2-я Степная). Переименована в 1968 году в связи с празднованием 50-летия ВЛКСМ. В 1976 году к ней присоединены 1-я Полевая улица и 6-й Полевой переулок.
- 8 марта. Названа в 1930-е годы по дате Международного женского дня.

#### А
- Авиамоторная. Названа в начале 1960-х. Название связано с расположением в посёлке Сокол при аэродроме Дядьково.
- Авиаторов (бывший 3-й проезд Кармановского посёлка). Переименована в 1976 году. Название связано с расположенным поблизости аэродромом ДОСААФ «Карачиха».
- Авиационная. Названа в начале 1960-х. Название связано с расположением в посёлке Сокол при аэродроме Дядьково.
- Автозаводская (бывшая Стахановцев — в честь участников Стахановского движения). Переименована в 1957 году по расположению между автозаводом и его посёлком; завод, однако, на следующий год был переименован в Ярославский моторный завод.
- Академика Колмогорова. Названа в 2004 году в честь математика А. Н. Колмогорова.
- Александра Додонова. Названа в 2015 году в честь А. С. Додонова (1907—1994) — лётчика, героя ВОВ, уроженца посёлка Норское, где и находится улица.
- Александра Невского. Названа в 1975 году в честь князя Александра Невского.
- Алмазная. Названа в начале XX века. По местной легенде название связано с проживавшим здесь резчиком стекла, славившимся своим мастерством.
- Андропова (бывшая Ростовская (до 1897 года) — по городу Ростову Ярославской губернии, Екатерининская (до 1918 года), Крестьянская). Переименована в 1984 году в честь Ю. В. Андропова — главы СССР, по случаю его смерти.
- Антипина. Названа в XIX веке по первому домовладельцу.
- Арефинская 1-я. Названа в 1957 году по селу Арефино Ярославской области.

#### Б
- Бабича. Названа в 1977 году в честь К. Е. Бабича (1894—1976) — революционера, одного из руководителей разрушения Ярославля и массовых убийств ярославцев в 1918 году.
- Бабушкина. Названа в 1938 году в честь И. В. Бабушкина (1873—1906) — революционера, участника революции 1905—1907 годов.
- Багрицкого. Названа в 1950-е годы в честь Э. Г. Багрицкого (1895—1934) — советского поэта.
- Базарная (бывшая часть Нагорной улицы — поднимается на Тугову гору). Переименована в середине 1920-х годов по базару, существовавшему на ней в те годы.
- Базовая. Названа в 1981 году по располагавшимся здесь складам (базам).
- Бакуниха. Названа в конце 1950-х годов по расположению в посёлке Бакуниха.
- Балашова. Названа в 1949 году в честь А. И. Балашова (1905—1939) — лётчика; родом из Норского, где и находится улица.
- Балочная. Названа в конце 1940-х годов по расположенной рядом балке-оврагу.
- Балтийская (бывшая 5-я Железнодорожная). Переименована в 1983 году. Название связано с расположенным поблизости судостроительным заводом.
- Батова (бывшая часть улицы Панина). Переименована в 1990 году в честь П. И. Батова (1897—1985) — советского военачальника, участника разрушения Ярославля в 1918 году.
- Баснера. Названа в 2020 году в честь советского композитора.
- Баумана. Названа в конце 1930-х годов в честь Н. Э. Баумана (1873—1905) — революционера. Упразднена в 2011 году в связи с фактическим исчезновением.[1]
- Бахвалова (бывшая 2-я линия посёлка Починки). Переименована в 1965 году по случаю празднования 20-летия победы в ВОВ в честь В. П. Бахвалова (1914—1942) — лётчика; учился и работал в Ярославле.
- Беговая (бывшая 3-я Нововоздвиженская — по расположению в посёлке Воздвиженье). Переименована в 1976 году.
- Белинского. Названа в 1938 году в честь В. Г. Белинского (1811—1848) — критика, публициста.
- Беляева. Планируемая улица в районе Тверицы. Названа в 2024 году в честь писателя А. Р. Беляева (1884—1942)[2].
- Берёзовая (бывший 6-й Кармановский переулок — по расположению в Кармановском посёлке). Переименована в 1976 году.
- Блюхера (бывшая Ленинградская). Переименована в 1970 году в честь В. К. Блюхера (1890—1938) — советского военачальника. В 2012 году к ней присоединён участок от проспекта Дзержинского до улицы Батова.
- Богдановича (бывшая часть Большой Даниловской улицы — по городу Данилову Ярославской губернии). Переименована в 1984 году в честь М. А. Богдановича (1891—1917) — белорусского поэта; учился в Ярославле.
- Болотная (бывшая 2-я Новотроицкая — по расположению в Новотроицкой слободе). Переименована в 1927 году по находящемуся поблизости болотцу.
- Больничная 1-я, 2-я, 3-я. Названы в 1950-е годы по расположенной рядом больнице.
- Большая Донская. Названа в 2010 году по расположению в посёлке Донская Слобода.
- Большая Забелицкая. Названа в 2010 году по расположению в посёлке Забелицы.
- Большая Заволжская (бывшая Новая Насыриха — по расположению в посёлке Насыриха). Переименована в 1957 году.
- Большая Луговая. Названа в 1940-е годы. В 1920—1940-х — Нацменовский посёлок (по национальному составу жителей).
- Большая Любимская (бывшая Маяковского (с 1931 года)). Переименована в 1957 году по городу Любиму Ярославской области.
- Большая Норская. Названа в 1945 году по расположению в посёлке Норское.
- Большая Октябрьская (бывшая Большая Рождественская — по расположенной в начале улицы церкви Рождества Богородицы). Переименована в 1918 году.
- Большая Павловская. Названа в XIX веке.
- Большая Техническая. Названа в 1950-х годах.
- Большая Фёдоровская (в 1918—1993 годах: Пролетарская, 1-я Пролетарская, Большая Пролетарская, Емельяна Ярославского). В 1993 году восстановлено историческое название. Названа по находящейся на ней Фёдоровской церкви.
- Большая Химическая (бывшая Большая Предтеченская — проложена от церкви Иоанна Предтечи). Переименована в 1924 году.
- Большие Полянки. Названа в 1965 году по расположению рядом с посёлком Полянки.
- Бондарная 1-я, 2-я. Планируемые улицы в Дядькове. Названы в 2023 году.
- Борки. Названа по расположению в посёлке Борки.
- Боровая. Названа в 1999 году по расположению поблизости от бора.
- Брагинская. Названа в 2007 году по жилому району Брагино, в котором частично расположена.
- Братская (бывшая 2-я Нововоздвиженская — по расположению в посёлке Воздвиженье). Переименована в 1976 году.
- Брейтовская (бывшая Кирпичная). Переименована в 1957 году по селу Брейтово Ярославской области.
- Брикетная (бывшая Лесная). Переименована в 1957 году по располагавшемуся рядом торфобрикетному заводу.
- Будкина (бывшая Прогонная). Переименована в 1924 году в честь П. А. Будкина (1889—1919) — революционера, одного из руководителей разрушения Ярославля в 1918 году.
- Бульварная (бывший 21-й Кармановский проезд). Переименована в 1976 году.
- Бурмакинская. Планируемая улица вдоль западных краёв жилых районов Сокол и Дядьково. Названа по селу Бурмакино, расположенному близ Ярославля.
- Бутырская 2-я (бывшая Бутырская — по расположению в посёлке Бутырки). Переименована в 1920-х. В 1965 году к ней присоединена улица Петропавловские передки (находится перед Петропавловской церковью).

#### В
- Варакина. Названа в 1930 году в честь В. Д. Варакина (1883—1921) — революционера, организатора социал-демократического кружка на Ярославской Большой мануфактуре.
- Вербная. Планируемая улица на Липовой Горе. Названа в 2017 году.
- Верхний остров. Названа по расположению на Верхнем полуострове (ранее был островом).
- Верхняя. Названа в 1927 году по расположению на верху Туговой горы.
- Весенняя (бывшие 2-й Кармановский проезд + 1-й Кармановский переулок). Переименована в 1976 году.
- Ветеранов (бывшая 4-я Полевая). Переименована в 1976 году.
- Веткинская 1-я, 2-я. Названы по историческому названию местности — Ветка (от железнодорожной ветки).
- Вечерняя (бывшая 4-я Пазушинская — по расположению рядом с селом Пазушино). Переименована в 1976 году.
- Вишнёвая (бывший 34-й проезд Кармановского посёлка). Переименована в 1976 году.
- Вишняки. Названа по особенностям дороги — поначалу была вешняком.
- Воздвиженская. Названа по расположению в посёлке Воздвиженье.
- Воинова (бывшая Больничная — по расположению рядом с Соловьёвской больницей). Переименована в 1966 году в честь И. А. Воинова (1884—1917) — революционера.
- Войкова. Названа в 1938 году в честь П. Л. Войкова (1888—1927) — революционера, террориста, соучастника убийства царской семьи.
- Вокзальная 1-я, 2-я, 3-я, 4-я (бывшая Ново-Железнодорожная, переименована в 1930-е), 5-я (бывшая Железнодорожная, переименована в 1957 году). Названы по расположенному вблизи Московскому вокзалу.
- Волгоградская. Названа в 1973 году в связи с празднованием 30-летия победы в битве у города Волгограда.
- Волкова (бывшая Никольская — по расположенной на ней церкви Николы Надеина). Переименована в 1927 году в честь Ф. Г. Волкова — русского актёра, основателя первого ярославского публичного театра.
- Володарского (бывшая Пошехонская — по городу Пошехонье Ярославской губернии). Переименована в 1924 году по псевдониму революционера Моисея Гольдштейна «В. Володарский».
- Вольная. Названа в 1927 году.
- Воровского. Названа в 1938 году в честь В. В. Воровского (1871—1923) — советского публициста, дипломата.
- Врачебная. Названа в 1976 году. Старейшая улица Кармановского посёлка.
- Вспольинское поле. Расположена в местности со старинным названием Всполье. Название образовалось от существовавших поблизости улиц Вспольинская и Пятницкое поле. В 1997 году с целью исправления тавтологии улицу переименовали во Вспольинскую, но через 3 месяца отменили.
- Высокая (бывшая 1-я Нововоздвиженская — по расположению в посёлке Воздвиженье). Переименована в 1976 году.
- Выставочная (бывшая Фрольцево — по расположению в посёлке Фрольцево). Переименована в 1950-х.

#### Г
- Гагарина. Названа в 1961 году в честь Ю. А. Гагарина — первого космонавта.
- Генерала Маргелова. Расположена в жилом районе Пашуково. Названа в 2020 году в честь советского военачальника В. Ф. Маргелова.
- Генерала Тормасова. Планируемая улица в посёлке Норское. Названа в 2019 году в честь русского военачальника А. П. Тормасова.
- Героя России Макарова. Планируемая улица в Заволжском районе. Названа в 2024 году в честь лейтенанта В. В. Макарова (1996—2023)[2].
- Герцена. Названа в конце 1930-х в честь А. И. Герцена (1812—1870) — писателя, философа.
- Главная (частично бывшая 1-я Приовражная (до 1957 года — Базарная)). Переименована в 1976 году.
- Гоголя. Названа в начале 1940-х годов в честь Н. В. Гоголя — русского писателя. В 1961 году к ней присоединён проезд от Суздальского шоссе до железной дороги.
- Голубятная (бывшая Чкалова (до 1957 года), 3-я Лесозаводская). Переименована в 1976 году.
- Гончарова. Названа в 1939 году в честь И. А. Гончарова (1812—1891) — писателя.
- Горная. Названа в 1920-х годах по расположению на Туговой горе.
- Городищенская (бывшая 2-я Запольская). Переименована в 1927 году.
- Городской вал. Названа в XIX веке по расположению на месте окружавшего город земляного вала.
- Гражданская (бывшая часть Ранней улицы). Переименована в 1982 году.
- Гремяченская. Названа в 1999 году по старинному названию местности.
- Громова. Названа в 1973 году в честь А. Я. Громова (1892—1944) — одного из руководителей разрушения Ярославля и массовых убийств ярославцев в 1918 году, ярославского горуездного комиссара.
- Губкина. Названа в 1952 году в честь И. М. Губкина (1871—1939) — геолога, академика АН СССР.
- Гудованцева. Названа в 1938 году в честь Н. С. Гудованцева (1909—1938) — инженера-механика, командира дирижабля «СССР В-6».
- Гужевая. Названа в начале XX века по расположению в Ямской слободе и занятию жителей гужевыми перевозками.
- Гутарова. Планируемая улица в жилом районе Пашуково. Названа в 2024 году в честь полковника Д. В. Гутарова (1980—2022).

#### Д
- Дачная (до 1920-х называлась Дачи). Названа в начале XX века по находившимся вдоль неё дачам.
- Дворовая (бывший 7-й Полевой переулок). Переименована в 1976 году.
- Дегтяревская. Названа в XIX веке по одному из домовладельцев.
- Декабристов. Названа в 1938 году в честь декабристов.
- Демьяна Бедного (бывшая Новая (до 1925 года), Пушкинская). Переименована в 1957 году по псевдониму советского поэта Е. А. Придворова «Демьян Бедный».
- Депутатская (бывшая Сретенская — по расположенной рядом Сретенской церкви). Переименована в 1918 году.
- деревня Старое Брагино. Улица бывшей деревни Брагино.
- Добролюбова. Названа в 1938 году в честь Н. А. Добролюбова (1836—1861) — критика, публициста.
- Добрынина (бывшая Строителей). Переименована в 1982 году в честь А. М. Добрынина (1916—1982) — генерального директора Ярославского моторного завода.
- Докучалова. Названа в 1948 году в честь П. С. Докучалова (1921—1947) — лётчика, воспитанника Ярославского аэроклуба.
- Долецкого. Планируемая новая улица в Пашукове. Названа в 2024 году в честь В. А. Долецкого (1929—2020) — директора Ярославского моторного завода[3].
- Домбровского. Названа в 1944 году в честь Я. Домбровского (1836—1871) — польского революционера, деятеля Парижской коммуны. Название связано с расположением в посёлке Парижская коммуна.
- Дорожная. Названа в 1960-е годы.
- Доронина. Названа в 1938 году в честь И. В. Доронина (1903—1951) — участника спасения экипажа парохода «Челюскин».
- Достоевского. Названа в конце 1930-х в честь Ф. М. Достоевского (1821—1881) — русского писателя.
- Дружбы. Названа в 1960 году.
- Дружная (бывшая 3-я Железнодорожная). Переименована в 1983 году.
- Дунайская. Названа в конце 1950-х по протекающей поблизости реке Дунайка.
- Дядьковская. Названа по жилому району Дядьково, в котором частично расположена.

#### Е
- Елены Колесовой. Названа в 1965 году по случаю празднования 20-летия победы в ВОВ в честь Е. Ф. Колесовой (1920—1942) — партизанки; родилась в деревне Колесово Ярославского уезда.

#### Ж
- Железнодорожная 6-я, 8-я, 9-я, 11-я, 12-я. Названы в 1940—1950-х годах.
- Жилая 1-я, 3-я. Названы в 1959 году.
- Житейская (бывшая 5-я Полевая). Переименована в 1976 году.
- Жукова. Названа в 1948 году в честь М. П. Жукова (1917—1943) — лётчика; воспитанника Ярославского аэроклуба.
- Жуковского. Названа в 1938 году в честь Н. Е. Жуковского (1847—1921) — основоположника современной аэродинамики. Название связано с расположением вблизи аэродрома Дядьково.
- Журавлёва (бывшая Складская). Переименована в 1989 году по просьбе руководства областного управления ГАИ (расположенного на этой улице) в честь инспектора В. И. Журавлёва, погибшего при исполнении служебных обязанностей.

#### З
- Забелицкая 1-я, 2-я, 4-я, 5-я, 6-я, 7-я, 8-я (бывшие линии посёлка Забелицы). Переименованы в 1957 году. Названия по расположению в посёлке Забелицы.
- Загородный сад. Названа в начале XX века по названию местности — в конце XVIII — начале XX века на этом месте располагался загородный сад.
- Задорожная (бывшая часть Индустриальной улицы). Переименована в 1977 году.
- Закгейма. Названа в 1927 году в честь Д. С. Закгейма (1895—1918) — председателя ярославского горисполкома.
- Залесская
- Заливная. Названа в 1920-х годах по особенностям местности.
- Заовинная. Названа в 1920-х годах.
- Заостровка. Названа по расположению в посёлке Заостровка.
- Запольская (бывшая улица Заполки). Переименована в 1920-х годах.
- Запрудная (бывшая часть улицы Подгорной). Переименована в 1920-х годах.
- Заручейная (бывшая 1-я Мологская (до 1957 года) — по расположению в посёлке Мологино, 2-я Приовражная). Переименована в 1976 году.
- Захарова. Названа в XVIII веке по одному из домовладельцев.
- Звёздная (бывшая часть Транспортной улицы (до 1957 года), 1-я Транспортная + 4-я Низовая улицы). Переименована в 1976 году.
- Звонкая (бывший 20-й проезд Кармановского посёлка). Переименована в 1976 году.
- Здоровья (бывшая 1-я Степная). Переименована в 1976 году.
- Зелёная. Названа в 1927 году.
- Зеленцовская. Названа в XVIII или начале XIX века по домовладельцу Зеленцову.
- Зелинского. Названа в 1965 году честь Н. Д. Зелинского (1861—1953) — одного из основоположников органического катализа и нефтехимии. Название связано с расположением в посёлке работников Новоярославского НПЗ.
- Земельная (бывшая 2-я Пазушинская — по расположению рядом с селом Пазушино). Переименована в 1976 году.
- Земляничная (бывший 37-й проезд Кармановского посёлка). Переименована в 1976 году.
- Зимняя (бывшая часть улицы Серова (до 1957 года), 1-й Лесозаводской переулок). Переименована в 1976 году.
- Златоустинская (в 1927—1997 годах Мельничный переулок). В 1997 году восстановлено историческое название. Названа по находящейся на ней церкви Иоанна Златоуста в Коровниках.
- Зои Космодемьянской. Названа в 1948 году в честь З. А. Космодемьянской (1923—1941) — партизанки.

#### И
- Ивановская (бывшая часть Суздальского шоссе). Переименована в 2017 году.
- Иваньковская 1-я (бывшая Иваньковская), 2-я (бывшая Школьная), 3-я (бывшая Новая), 4-я (бывшая Центральная). Переименованы в 1957 году. Расположены в посёлке Иваньково.
- Ильинская. Названа по находившейся рядом Ильинской церкви.
- Индустриальная. Названа в 1930-е годы.
- Институтская (частично бывшая улица Старые Полянки). Названа в 1965 году по расположенному на ней Ярославскому технологическому институту. Часть улицы западнее перекрёстка с улицей Гагарина — бывшая главная улица деревни Полянки.

#### К
- Кавказская. Названа в 1957 году по расположению вдоль тёплой сточной канавы, ассоциировавшейся у жителей с Кавказом.
- Калинина. Названа в 1973 году в честь М. И. Калинина (1875—1946) — советского государственного и партийного деятеля. Начало улицы расположено на месте деревни Бурцево.
- Калмыковых (бывшая Кордная — по используемому комбинатом в производстве корду). Переименована в 1967 году по случаю празднования 50-летия Октябрьской революции в честь Ф. Е. Калмыкова и его сыновей — участников революционного движения в Ярославле в 1905—1911 годах.
- Камышовая. Названа в 2003 году.
- Карабулина (бывшая Подосёновская — по домовладельцу купцу Подосёнову). Переименована в 1963 году в честь лётчика Н. И. Карабулина.
- Карла Либкнехта. Названа в 1938 году в честь германского коммуниста К. Либкнехта.
- Карьерная. Названа в 1976 году.
- Кедрова (бывшая Малая Варваринская (до 1918 года) — по находившейся на ней Варваринской церкви, Малая Февральская (до 1940 года), Февральская). Переименована в 1979 году в честь М. С. Кедрова — революционера, организатора массовых убийств.
- Керамическая. Названа в 1977 году по расположенному рядом Норскому керамическому заводу.
- Кирова (бывшая Угличская (до конца 1920-х), Сулимова). Переименована в 1937 году в честь советского партийного деятеля С. М. Кирова, в связи с расстрелом Сулимова, оказавшегося врагом народа.
- Кирпичная. Названа в 1927 году по находившемуся на ней кирпичному заводу.
- Кленовая (бывший 13-й проезд Кармановского посёлка). Переименована в 1976 году.
- Клубная. Названа в 1957 году по расположенному на ней клубу Ярославского торфопредприятия.
- Колхозная. Названа в 1930-е годы.
- Колышкина (бывшие 1-я Квартальная + 6-я Овражная + Элеваторная улицы). Переименована в 1979 году в честь И. А. Колышкина (1902—1970) — подводника.
- Кольцевая (бывшая 1-я Кольцевая). Переименована в 1976 году.
- Кольцова 1-я (бывшая Школьная), 2-я (бывшая Новая Школьная). Переименованы в 1957 году в честь русского поэта А. В. Кольцова.
- Комарова (бывшая 2-я Полевая). Переименована в 1976 году в честь В. М. Комарова (1927—1967) — лётчика-космонавта.
- Коммунаров. Названа в 1941 году. Название связано с расположением в посёлке Парижская коммуна.
- Комсомольская (бывшая Богородицкая (до конца XVIII века), Вологодская (в XIX веке), Большая Линия (до 1918), Линия Социализма). Переименована в 1933 году по случаю празднования 15-летия основания комсомола.
- Кооперативная (бывшая Железная — по расположению в Железной слободе). Переименована в 1923 году.
- Корабельная (бывшая 2-я Железнодорожная). Переименована в 1983 году. Название связано с расположенным поблизости судостроительным заводом.
- Короленко. Названа в 1939 году в честь В. Г. Короленко (1853—1921) — писателя.
- Короткая. Названа в 1930-е годы по своей малой протяжённости. В 1976 году к ней присоединена Кузнечная улица.
- Косая Гора. Названа по расположению в посёлке Косая Гора.
- Космонавтов. Названа в 1984 году.
- Костромская (бывшая Запольная). Переименована в 1927 году.
- Котовского. Названа в 1941 году в честь Г. А. Котовского (1881—1925) — участника Гражданской войны.
- Коттеджная.
- Красноармейская. Названа в 1931 году.
- Красноборская. Названа в 1930-е. Первая улица бывшего Красноборского посёлка.
- Красноборская улица 9-я. Девятая улица бывшего Красноборского посёлка.
- Красноперевальская 1-я (бывшая Успенская (до 1925 года) — по находящейся на ней Успенской церкви, Красноперевальская), 2-я (бывшая Зайцева (до 1925 года) — по домовладению Зайцева, Первомайская). Переименованы в 1957 году по расположенной поблизости фабрике «Красный Перевал».
- Красноперекопская. Названа в 1957 году по расположенному поблизости комбинату «Красный Перекоп».
- Краснофлотская. Названа в 1960-е. Название связано с расположенным поблизости судостроительным заводом.
- Краснохолмская 1-я (бывшая Комсомольская), 2-я (бывшая улица Гора (до 1938 года), Некрасова). Переименованы в 1957 году по посёлку Красный Холм Ярославского района.
- Красный Съезд (бывший Семёновский съезд (до 1924 года) — по расположенной рядом Семёновской церкви, Красный съезд). Переименован в улицу в 2010-х в связи с исключением съезда из элементов улично-дорожной сети.
- Крестовая Гора. Названа в 1960-е.
- Кривова (бывшая Ключевая). Переименована в 1965 году по случаю празднования 20-летия победы в ВОВ в честь Н. А. Кривова (1922—1943) — лётчика, уроженца Ярославля.
- Крупской. Названа в 1938 году в честь Н. К. Крупской (1869—1939) — советского государственного и партийного деятеля.
- Крылова. Названа в 1937 году в честь И. А. Крылова (1769—1844) — русского баснописца.
- Кудрявцева (бывшая часть Большой Даниловской улицы — по городу Данилову Ярославской губернии). Переименована в 1965 году по случаю празднования 20-летия победы в ВОВ в честь А. С. Кудрявцева (1909—1945) — танкиста.
- Кузнецова (бывший Автомеханический проезд — по находящемуся на нём Автомеханическому училищу). Переименована в 1966 году в честь А. А. Кузнецова (1903—1944) — ярославского писателя, журналиста; погиб в ВОВ.
- Кузнечная (бывший 23-й проезд Кармановского посёлка). Переименована в 1976 году.
- Кузьминская Пустошь. Названа в 2001 году по старинному названию местности.
- Куйбышева. Названа в 1930-е годы в честь В. В. Куйбышева (1888—1935) — участника революций, советского политического и государственного деятеля.
- Купца Светешникова. Планируемая улица на южной окраине Суздалки. Названа в 2023 году в честь купца Н. А. Светешникова (1580—1645).
- Куропаткова (бывшее Ярославское шоссе). Переименована в 1946 году в честь Н. Ф. Куропаткова (1915—1945) — танкиста; жил в Норском, где и находится улица.
- Курчатова. Названа в 1965 году в честь И. В. Курчатова (1902—1960) — физика, руководителя работ по атомной науке и технике в СССР.
- Кутузова. Названа в 1940 году в честь М. И. Кутузова (1745—1813) — главнокомандующего Русской армией в Отечественной войне 1812 года.

#### Л
- Лебедева. Названа в 1979 году по ходатайству управления КГБ в честь М. И. Лебедева (1884—1971) — революционера, участника подавления Ярославского восстания и массовых убийств ярославцев в 1918 году, председателя губернской ЧК в 1918—1919 годах.
- Лебедевская. Названа во второй половине 1910-х в честь В. А. Лебедева — русского авиатора, основателя Ярославского автозавода.
- Леваневского. Названа в 1938 году в честь С. А. Леваневского (1902—1937) — лётчика, принимавшего неудачное участие в спасении парохода «Челюскин».
- Левитана. Названа в начале 1960-х в честь И. И. Левитана (1860—1900) — живописца.
- Лекарская. Названа в XVIII веке по находившемуся на ней лекарскому дому Ярославской Большой мануфактуры.
- Лермонтова. Названа в начале 1960-х в честь М. Ю. Лермонтова (1814—1841) — поэта.
- Лескова. Названа в 1950-х в честь Н. С. Лескова (1831—1895) — писателя.
- Лесная. Названа в XVIII веке по расположению рядом с Лесным двором Ярославской Большой мануфактуры.
- Лесозаводская (бывшая Очапковская набережная (до 1957 года) — по расположению в посёлке Очапки, 1-я Лесозаводская). Переименована в 1976 году. Самая северная улица Ярославля.
- Лётная. Названа в 1940-е годы. Название связано с расположением вблизи аэродрома Дядьково.
- Лизы Чайкиной. Названа в 1948 году в честь Е. И. Чайкиной — партизанки.
- Линейная. Названа в начале XX века по расположению вдоль железнодорожной линии.
- Лисицына (бывшая Мышкинская — по городу Мышкину Ярославской губернии). Переименована в 1975 году по случаю празднования 30-летия победы в ВОВ в честь К. С. Лисицына — разведчика, артиста театра; родился и жил в Ярославле.
- Лобачевского. Названа в начале 1950-х в честь Н. И. Лобачевского (1792—1856) — русского математика.
- Лодочная (бывшая часть 2-й Кольцевой улицы). Переименована в 1976 году по находившейся рядом лодочной стоянке.
- Локомотивная (бывшая часть Угличского шоссе). Переименована в 1976 году по находящемуся рядом локомотивному депо.
- Ломоносова. Названа в начале 1940-х в честь М. В. Ломоносова (1711—1765) — русского учёного-естествоиспытателя.
- Лунная (бывший 22-й проезд Кармановского посёлка). Переименована в 1976 году.
- Лучезарная (бывшая Коттеджная). Переименована в 1976 году.
- Льва Толстого. Названа в конце 1930-х годов честь писателя Л. Н. Толстого (1828—1910).
- Льва Ошанина. Планируемая улица в центральной части города. Названа в 2020 году в честь советского поэта.
- Лютовская (бывшая часть улицы Щепкина). Переименована в 1977 году по находящемуся поблизости посёлку Лютово.
- Ляпидевского. Названа в конце 1930-х в честь А. В. Ляпидевского (1908—1983) — лётчика, участника спасения экипажа парохода «Челюскин».
- Ляпинская 2-я, 3-я, 4-я. Названы в 1957 году по расположенной неподалёку деревне Ляпино.

#### М
- Магистральная (частично — бывшее Угличское шоссе). Названа в 1976 году как новая автомобильная магистраль на Углич (в обход переезда через жел. дорогу).
- Майорова (бывший проезд Нефтяников (до 1982 года), Коллективная). Переименована в 1986 году в честь Б. П. Майорова (1906—1967) — первого директора Новоярославского НПЗ.
- Максимова (бывшая Всесвятская (до 1918 года) — по находившейся на ней церкви Всех Святых, Комитетская). Переименована в 1984 году в честь А. Е. Максимова (1914—1984) — генерала-майора авиации.
- Маланова (бывшая 1-я Новодуховская — по расположению в бывшей деревне Новодуховской). Переименована в 1965 году по случаю празднования 20-летия победы в ВОВ в честь А. А. Маланова (1917—1941) — лётчика.
- Малая Донская. Названа в 2010 году по расположению в посёлке Донская Слобода.
- Малая Дядьковская. Названа в 2012 году по расположению в жилом районе Дядьково[4].
- Малая Забелицкая. Названа в 2010 году по расположению в посёлке Забелицы.
- Малая Заречная (бывшая Малая Роговская — по расположению в посёлке Рогово). Переименована в 1952 году.
- Малая Луговая. Названа в 1927 году.
- Малая Любимская. Названа в 1957 году по расположению рядом с Большой Любимской улицей.
- Малая Лютовская. Названа в 2018 году по расположению рядом с Лютовской улице.
- Малая Маяковского. Названа в конце 1940-х по расположению рядом с улицей Маяковского.
- Малая Московская. Названа в XIX веке по расположению рядом с Большой Московской улицей.
- Малая Норская. Названа в 2008 году по находящейся рядом Большой Норской улице. Расположена в жилом районе Пашуково.
- Малая Октябрьская (бывшая Малая Рождественская). Переименована в 1924 году заодно с Большой Рождественской улицей.
- Малая Пролетарская (бывшая Малая Фёдоровская — расположена рядом с Фёдоровской церковью). Переименована в 1924 году заодно с Большой Фёдоровской улицей.
- Малая Техническая. Названа в конце 1950-х годов.
- Малая Тропинская. Названа по расположению в посёлке Тропино.
- Малая Химическая (бывшая Малая Предтеченская — проложена от церкви Иоанна Предтечи). Переименована в 1924 году заодно с Большой Предтеченской улицей.
- Малая Хуторская. Названа в 2001 году.
- Марии Петровых. Планируемая улица в Брагине. Названа в 2020 году в честь советской поэтессы.
- Мамонтова. Названа в XVIII веке по одному из домовладельцев.
- Мануфактурная. Названа в 1927 году по расположению вблизи Ярославской Большой мануфактуры.
- Марголина (бывшая часть Индустриальной улицы). Переименована в 2006 году в честь В. Ш. Марголина (1928—2005) — директора Ярославского радиозавода в 1964—1996 годах.[5]
- Мастеровая (бывшая Советская (до 1957 года), 1-я Овражная). Переименована в 1976 году.
- Маяковского (бывшая Кладбищенская — по расположению рядом с Тверицким кладбищем). Переименована в 1938 году.
- Медведевская (бывшая 3-я Овражная). Переименована в 1976 году по расположению в посёлке Медведево.
- Межевая. Названа в конце 1950-х годов.
- Мельничная. Названа в XIX веке по расположению рядом с мельницами.
- Мельничная 2-я. Названа в 1920-е по расположению рядом с Мельничной улицей.
- Менделеева. Названа в 1965 году в честь Д. И. Менделеева (1834—1907) — химика; открыл поблизости от Ярославля завод по выработке смазочных масел. Название связано с расположением в посёлке работников Новоярославского НПЗ.
- Менжинского. Названа в 1949 году в честь В. Р. Менжинского (1874—1934) — участника революций, чекиста, одного из создателей ГУЛАГа; в 1903—1905 он жил и вёл революционную работу в Ярославле.
- Механизаторов. Названа в 1978 году.
- Механическая (бывший 16-й проезд Кармановского посёлка). Переименована в 1976 году.
- Минина. Названа в 1940 году в честь Кузьмы Минина (?—1616) — одного из руководителей Второго народного ополчения, вместе с которым находился в Ярославле в апреле — июле 1612 года.
- Михайловская. Названа в 2007 году по расположению в направлении Михайловского посёлка.
- Мологская. Названа в 2015 году. Расположена в посёлке Норское.
- Молодёжная. Названа в 1976 году.
- Монтажная. Названа в 2016 году. Расположена в Осташинском.
- Морозовская. Названа в начале XX века.
- Мостецкая. Названа в 1960-е. Является частью старинной дороги к посёлку Мостец.
- Моховая. Названа в 1957 году.

#### Н
- Нагорная. Названа в XIX веке — поднималась на Тугову гору. В 1920-х часть улицы переименована в Базарную.
- Надёжная (бывшая 3-я Полевая). Переименована в 1976 году.
- Наумова (бывшая часть Подгорной улицы (до 1924 года) — начинается под Туговой горой, Спорта). Переименована в 1965 году по случаю празднования 20-летия победы в ВОВ в честь А. Ф. Наумова (1923—1943) — танкиста; до войны жил в Ярославле.
- Нахимсона (бывшая Рождественская (до 1918 года) — по расположенной рядом церкви Рождества Богородицы, часть Большой Октябрьской). Переименована в 1984 году.
- Национальная (бывшая Советская (до 1957 года), 4-я Овражная). Переименована в 1976 году.
- Некрасова (бывшая Большая Романовская — по городу Романову Ярославской губернии). Переименована в 1924 году в честь Н. А. Некрасова — русского поэта, писателя и публициста.
- Нестерова. Названа в 1952 году в честь П. Н. Нестерова (1887—1914) — основоположника высшего пилотажа.
- Нефтяников. Названа в 1965 году по расположению в посёлке работников Новоярославского НПЗ.
- Низовая. Названа в 1960-е годы.
- Новая 2-я, 3-я, 4-я, 5-я, 6-я. Названы в конце 1940-х годов.
- Новая 7-я (бывшая часть 5-й Новой). Переименована в 1957 году.
- Новая 8-я (бывшая Восточная (до 1953 года), 7-я Новая). Переименована в 1957 году.
- Новая 9-я (бывшая Западная (до 1953 года), 8-я Новая). Переименована в 1957 году.
- Новая Деревня. Названа по наименованию посёлка работников аэропланного завода, возникшего в 1916 году.
- Новодуховская, Новодуховская 1-я, Новодуховская 2-я, Новодуховская 3-я, Новодуховская 4-я, Новодуховская 5-я, Новодуховская 6-я (бывшие линии Новодуховской улицы). Переименованы в 1957 году. Названы по расположению в Новодуховском посёлке.
- Новое Долматово. Названа в 1950-х годах по расположению в посёлке Долматово.
- Новое Творогово. Названа в 1920-х годах по находящемуся поблизости посёлку Творогово.
- Новосёлковская. Названа по расположению в посёлке Новосёлки.
- Новостройка 1-я, 2-я. Названы в начале XX века.
- Новые Куксёнки. Названа в конце 1950-х по расположению в посёлке Куксёнки.
- Носкова (бывшая Ветошная — по существовавшему здесь Ветошному двору ЯБМ). Переименована в 1965 году по случаю празднования 20-летия победы в ВОВ в честь А. М. Носкова (1924—1945) — участника ВОВ, уроженца Ярославля.
- Ньютона. Названа в 1937 году в честь физика И. Ньютона. В 1970-е при многоэтажной застройке Суздалки планировалось превратить улицу в новую магистраль — Новосуздальское шоссе, но проект так и не реализован.

#### О
- Овинная. Названа в начале XIX века по располагавшимся рядом овинам.
- Овражная (бывшая 1-я Маяковского (до 1957 года), 7-я Овражная — по находящемуся рядом оврагу). Переименована в 1976 году.
- Огородная. Названа в начале 1950-х.
- Односторонка (бывший Абрамов переулок — по домовладельцу). Переименована в 1920-х по односторонней застройке.
- Озёрная гривка. Названа в 2001 году по старинному названию местности.
- Окружная. Названа в 1930-е годы по расположению по краю посёлка Забелицы (окружает его).
- Опекушина. Названа в 1950-х годах в честь А. М. Опекушина (1838—1923) — скульптора; родился и умер в Ярославской губернии.
- Оранжерейная (бывшая Запрудная — по расположению рядом с запрудой на ручье). Переименована в 1999 году.
- Ореховая (бывший 27-й проезд Кармановского посёлка). Переименована в 1976 году.
- Осенняя (бывший 32-й проезд Кармановского посёлка). Переименована в 1976 году.
- Осипенко. Названа в 1940 году в честь П. Д. Осипенко (1907—1939) — лётчицы.
- Осташинская. Названа в 2000 году по расположению в Осташинском.
- Островная 1-я, 2-я, 3-я, 4-я. Названы в 1957 году.
- Островского. Названа в 1940-е в честь А. Н. Островского (1823—1886) — драматурга.
- Охотничья. Названа в конце 1950-х.

#### П
- Павлика Морозова. Названа в 1959 году в честь П. Морозова (1918—1932) — пионера, доносившего на своего отца.
- Павлова. Названа в 1965 году в честь И. П. Павлова (1849—1936) — физиолога.
- Памятная (бывшая 2-я Овражная). Переименована в 1976 году.
- Панина. Названа в 1967 году в честь Н. Н. Панина (1877—1955) — революционера, участника разрушения Ярославля и массовых убийств ярославцев в 1918 году, члена Ярославской ЧК.
- Панфилова. Названа в 1976 году в честь И. В. Панфилова (1893—1941) — советского военачальника.
- Папанина. Названа в 1986 году в честь И. Д. Папанина (1894—1986) — советского государственного деятеля, основателя Института биологии внутренних вод в посёлке Борок Ярославской области, одного из руководителей массовых убийств в Крыму в 1920—1921 годах.
- Парижская Коммуна, Парижская Коммуна 2. Названы в 1941 году по расположению в посёлке Парижская Коммуна.
- Парковая 1-я, 2-я, 3-я, 4-я, 5-я, 6-я, 9-я. Названы в 1955—1957 годах.
- Парниковая (бывший 15-й проезд Кармановского посёлка). Переименована в 1976 году.
- Пархоменко. Названа в 1941 году в честь А. Я. Пархоменко (1886—1921) — участника Гражданской войны.
- Пашуковская. Названа в 2011 году по расположению в жилом районе Пашуково.
- Пекарская (бывшая Троицкая (до 1925 года) — по расположенной на ней Троицкой церкви, Пролетарская). Переименована в 1957 году.
- Первомайская (бывшая Казанская — по находящемуся на ней Казанскому монастырю). Переименована в 1924 году.
- Песочная (бывшая Веточная — по расположению в местности с названием Ветка). Переименована в 1957 году.
- Пестеля. Названа в 1939 году в честь декабриста П. И. Пестеля (1793—1826).
- Петра Алексеева. Названа в начале 1950-х в честь П. А. Алексеева (1849—1891) — революционера.
- Пилотов. Названа в начале 1960-х. Название связано с расположением в посёлке Сокол при аэродроме Дядьково.
- Пионерская (бывший 1-й Ленинградский проезд). Переименована в 1972 году по случаю 50-летия пионерской организации. На улице располагался Дворец пионеров.
- Пирогова. Названа в 1940 году в честь Н. И. Пирогова (1810—1881) — основоположника военно-полевой хирургии.
- Писарева. Названа в 1930-е в честь Д. И. Писарева (1840—1868) — публициста и критика.
- Писемского. Названа в 1939 году в честь А. Ф. Писемского (1821—1881) — писателя.
- Победы (бывшая Малая Петропавловская — по располагавшейся на ней Петропавловской церкви). Переименована в 1924 году в связи с победой большевиков над Русской армией. В 1965 году к ней присоединена улица Менделеева (бывшая Мологская — по городу Мологе Ярославской губернии), переименованная в 1927 году.
- Подбутырская. Названа в начале XX века по расположению в посёлке Бутырки.
- Подгорная. Названа в XIX веке по расположению у подножия Туговой горы.
- Подзеленье (бывший Спасский спуск — по находящейся на нём церкви Спаса на Городу). Переименована в 1927 году. Название связано со стоявшей здесь в XVII—XVIII веках Подзеленской башней.
- Пожарского. Названа в 1940 году в честь князя Д. М. Пожарского (1578—1642) — полководца, одного из руководителей Второго народного ополчения, вместе с которым находился в Ярославле в апреле — июле 1612 года.
- Пойменная 1-я, 2-я, 3-я. Названы в 2021 году. Расположены в посёлке Заостровка.
- Ползунова. Названа в 1957 году в честь И. И. Ползунова (1728—1766) — одного из изобретателей теплового двигателя. Название связано с расположением рядом с паровозоремонтным заводом.
- Полиграфическая (бывший 3-й Угличский проезд (до 1927 года), Горелая — в связи с тем, что все дома этой улицы сгорели в результате артобстрела города Красной армией). Переименована в 1957 году в связи со строительством рядом Полиграфического комбината.
- Полушкина роща. Названа в 1970-х по названию местности.
- Полянская 1-я, 2-я. Названы в 1920-х.
- Полярная (бывшие 14-й проезд Кармановского посёлка + 28-й проезд Кармановского посёлка). Переименована в 1976 году.
- Поперечная 1-я, 2-я, 3-я, 5-я. Названы в 1910-х.
- Попова. Названа в 1960-е в честь А. С. Попова (1859—1905) — изобретателя в области радиосвязи. Название связано с расположением в бывшем посёлке работников радиозавода.
- Портовая 1-я, 2-я, 3-я, 4-я. Названы в 1950-х по расположению рядом с речным портом.
- Посохова (бывшая Подбутырская (до 1920-х) — по расположению в посёлке Бутырки, 1-я Бутырская). Переименована в 1963 году в честь И. П. Посохова (1915—1944) — лётчика, уроженца Ярославля.
- Почтовая (бывшая Спасонагородская — по находящейся на ней церкви Спаса на Городу). Переименована в 1924 году.
- Приветная (бывшие 9-й проезд Кармановского посёлка + 2-й Дорожный переулок). Переименована в 1976 году.
- Приволжская 1-я. Названа в 1930-е годы.
- Пригородная (бывшие Кленовая + Центральная улицы). Переименована в 1999 году.
- Прилужская. Названа в 1976 году.
- Приозёрная. Названа в 2000 году.
- Приречная 1-я, 2-я, 3-я. Названы в 1957 году.
- Продольная 1-я, 2-я, 3-я. Названы в 1910-х годах.
- Проектируемая. Временное название сделанное постоянным.
- Пролетарская 1-я, 2-я, 4-я. Названы в 1920-х заодно с переименованием Гагаринской слободы в Пролетарскую.
- Промзона ул. Декабристов
- Промышленная. Названа в 1970-х по расположению в Северной промзоне.
- Профсоюзная (бывшая 1-я Пазушинская — по расположению рядом с селом Пазушино). Переименована в 1976 году.
- Прусовская. Названа в 1999 году по находящейся поблизости дороге к селу Прусово.
- Прямая (бывшая часть 3-й Овражной улицы). Переименована в 1976 году.
- Путевая 1-я, 2-я, 3-я, 4-я, 5-я, 6-я, 7-я, 8-я. Названы в 1960-е годы по расположению рядом с железнодорожными путями.
- Пушкина (бывшая улица Зарядье, часть Большой Даниловской улицы). Переименована в 1957 году в честь А. С. Пушкина — русского поэта.
- Пятницкая (в 1924—1997 годах Матросская). В 1997 году восстановлено историческое название. Названа по находящейся на ней Пятницкой церкви в Калачной слободе.
- Пятовская 1-я, 2-я, 3-я, 4-я. Названы в 1957 году по расположению в посёлке Пятовское.

#### Р
- Рабочая 1-я, 2-я, 3-я (бывшие Передняя Крестовская, Средняя Крестовская, Задняя Крестовская (до 1924 года) — по расположению в направлении села Крест-Богородское; Передняя Рабочая, Средняя Рабочая, Задняя Рабочая). Переименованы в 1965 году.
- Радищева. Названа в 1938 году в честь А. Н. Радищева (1749—1802) — писателя.
- Разина. Названа в 1940 году в честь С. Т. Разина (ок. 1630—1671) — предводителя восстания в 1670—1671 годах.
- Районная (бывшая Волгостроевская (до 1957 года), 2-я Сергейцевская — по расположению в посёлке Сергейцево). Переименована в 1976 году.
- Ранняя (бывшая 3-й Степная). Переименована в 1976 году.
- Расковой. Названа в честь М. М. Расковой (1912—1943) — лётчицы-штурмана.
- Рассветная (бывшая Октябрьская (до 1957 года), 4-я Нововоздвиженская — по расположению в посёлке Воздвиженье). Переименована в 1976 году.
- Революционная (бывшая Воскресенская улица (до 1918 года) — по располагавшейся на ней Воскресенской церкви). Переименована в 1918 году в связи с революцией 1917 года. В 1930 году переименована в Революционная улица 1905 года, через несколько лет переименована обратно.
- Редковцинская (бывшая Чкалова). Переименована в 1957 году по расположению в посёлке Редковицыно, по причине наличия в городе одноимённой улицы.
- Республиканская (бывшая Духовская — по располагавшейся на ней церкви Святого Духа). Переименована в 1918 году.
- Речная (бывшая Рыбинская). Переименована в 1952 году, по причине наличия в городе одноимённой улицы.
- Родниковая. Названа в середине 1930-х.
- Родничиха. Названа в 1999 году.
- Розы Люксембург. Названа в 1950-е в честь Р. Люксембург (1871—1919) — германской коммунистки.
- Романовская. Названа в 2015 году. Расположена в посёлке Норское.
- Ростовская (бывшая Норская — по расположению в посёлке Норское). Переименована в 1957 году.
- Рыбинская (бывшая Малая Рыбинская — по расположению рядом с Большой Рыбинской).
- Рыкачёва. Названа в 1959 году в честь М. А. Рыкачёва (1840—1919) — русского учёного-метеоролога.
- Рылеева. Названа в 1939 году в честь декабриста К. Ф. Рылеева (1795—1826).
- Рябиновая (бывшая Заречная). Переименована в 2004 году.

#### С
- Сабанеевская. Названа в 2000 году по бывшему владельцу этих земель В. П. Сабанееву.
- Садовая (бывшая Благовещенская — по расположенной на ней Благовещенской церкви). Переименована в 1931 году.
- Садоводческая (бывшие 39-й проезд Кармановского посёлка + часть 29-го проезда Кармановского посёлка). Переименована в 1976 году.
- Салтыкова-Щедрина (бывшая Большая Рыбинская (до 1924 года) — по городу Рыбинску Ярославской губернии, Университетская (до 1933 года), Бубнова). Переименована в 1939 году по случаю 50-летия смерти писателя М. Е. Салтыкова (Щедрина).
- Саукова. Названа в 1977 году в честь А. А. Саукова (1902—1964) — геохимика.
- Сафронова. Названа в 1960 году в честь С. И. Сафронова — советского лётчика, сбитого советской ПВО при попытке сбить американский самолёт.
- Сахарова. Названа в 1991 году в честь А. Д. Сахарова (1921—1989) — академика, физика и общественного деятеля.
- Свердлова (бывшая Борисоглебская (до 1924 года) — по городу Борисоглебску Ярославской губернии, Тутаевская). Переименована в 1940 году в честь Я. М. Свердлова — революционера, одного из организаторов Красного террора.
- Светлая. Названа в 1960 году.
- Свободы (бывшая Большая Угличская — по городу Угличу Ярославской губернии). Переименована в 1918 году.
- Северная. Названа в начале XX века по расположению рядом с Вологодской улицей — дорогой на север.
- Северная 2-я. Названа в 1952 году по расположению рядом с Северной улицей.
- Северная подстанция. Улица посёлка при Северной подстанции, построенной в 1930-х.
- Седова. Названа в 1940-х в честь Г. Я. Седова (1877—1914) — гидрографа, полярного исследователя.
- Селезнёва. Планируемая новая улица в Пашукове. Названа в 2024 году в честь героя России А. А. Селезнёва (1974—1999)[6].
- Сельская (бывшие 4-й проезд Кармановского посёлка + часть 20-го проезда Кармановского посёлка). Переименована в 1976 году.
- Семашко. Названа в 1957 году в честь Н. А. Семашко (1874—1949) — революционера, наркома здравоохранения РСФСР.
- Сергейцевская (бывшая Свободы (до 1957 года), 1-я Сергейцевская). Переименована в 1976 году по расположению в посёлке Сергейцево.
- Сергейцевская 3-я (бывшая Ворошиловская). Переименована в 1957 году по расположению в посёлке Сергейцево.
- Сергея Новожилова (бывшая 3-я Забелицкая — по расположению в посёлке Забелицы). Переименована в 1962 году в честь С. А. Новожилова (1918—1943) — лётчика; воспитанника Ярославского аэроклуба.
- Серго Орджоникидзе. Названа в 1976 году в честь Серго Орджоникидзе (1886—1937) — революционера, советского партийного и государственного деятеля.
- Серова. Названа в 1940 году в честь А. К. Серова (1910—1939) — лётчика.
- Сибирская (бывшая 2-я Мологская (до 1957 года) — по расположению в посёлке Мологино, 3-я Приовражная). Переименована в 1976 году.
- Сиреневая (бывшая 3-я Пазушинская — по расположению рядом с селом Пазушино). Переименована в 1976 году.
- Слепнёва. Названа в 1937 году в честь М. Т. Слепнёва (1896—1965) — лётчика, участника спасения экипажа парохода «Челюскин».
- Слободская. Названа в 1927 году.
- Смежная (бывшая 5-я Нововоздвиженская — по расположению в посёлке Воздвиженье). Переименована в 1976 году.
- Смоленская 1-я (бывшая Кирова), 2-я (бывшая Некрасова), 3-я (бывшая Центральная), 4-я (бывшая Советская), 5-я (бывшая Гражданская), 6-я (бывшая Колхозная), 7-я (бывшая Лесная). Переименованы в 1957 году по расположению в посёлке Смоленское.
- Смолякова (бывшая 2-я Средняя, Большая Роговская — по расположению в посёлке Рогово). Переименована в 1952 году в честь Ф. Ф. Смолякова — революционера; жил в Ярославле.
- Снежная (бывшие 12-й проезд Кармановского посёлка + 4-й Дорожный проезд). Переименована в 1976 году.
- Сниткина. Планируемая улица в Пашукове. Названа в 2023 году в честь прапорщика С. В. Сниткина (1970—1999).
- Собинова (бывшая Срубная + Нетеча, Семёновская (до 1918 года), Срубная + Циммервальда (до 1935 года), Собинова + Циммервальда (до 1983 года)). Часть улицы переименована в 1935 году в честь оперного певца Л. В. Собинова. В 1983 году вновь объединена с южной частью улицы.
- Советская (бывшая Пробойная, часть Ильинской улицы). Переименована в 1918 году.
- Совхозная (бывшая 1-я Торфяная — по расположению вблизи мест добычи торфа). Переименована в 1952 году.
- Согласная (бывшая Свободы (до 1957 года), 6-я Нововоздвиженская — по расположению в посёлке Воздвиженье). Переименована в 1976 году.
- Солнечная. Названа в начале 1930-х.
- Соловьёва. Названа в начале 1930-х в честь Н. В. Соловьёва (1874—1922) — хирурга Ярославской губернской земской больницы, также переименованной в его честь.
- Сосновая. Названа в 1993 году по расположению рядом с сосновым бором.
- Сосновый Бор
- Софьи Ковалевской. Названа в 1951 году в честь С. В. Ковалевской (1850—1891) — математика и механика.
- Софьи Перовской. Названа в 1930-х в честь С. Л. Перовской (1853—1881) — террористки, руководившей убийством российского императора Александра II; члена исполкома террористической организации «Народная воля».
- Союзная (бывшая Архангельская — по расположению рядом с началом дороги на Архангельск). Переименована в 1924 году в связи с образованием Советского Союза.
- Спартаковская. Названа в 1963 году.
- Спасская. Названа в 2015 году. Расположена в Павловском посёлке.
- Спортивная (бывшая Крайняя). Переименована в 1983 году.
- Средняя. Названа в 1930-е.
- Старая Костромская. Названа в конце 1940-х по расположению на месте старой железнодорожной ветки на Кострому.
- Старая Московская. Возникла в XVIII веке в посёлке при Ярославской полотняной мануфактуре. Через неё шла дорога от мануфактуры на Москву.
- Старицкая. Названа в 1999 году.
- Старое Долматово. Названа в 1950-х по расположению в посёлке Долматово.
- Старое Творогово. Улица старинной деревни Творогово, вокруг которой образовался одноимённый посёлок. Названа в 1930-х в связи с появлением улицы Новое Творогово.
- Старые Куксенки. Названа в конце 1950-х по расположению в посёлке Куксёнки.
- Стачек (бывшая Широкая). Переименована в 1924 году. Название связано с проводившимися здесь в 1905 году стачками.
- Столярная (бывшая Волгская). Переименована в конце 1950-х по находившейся рядом мебельной фабрике.
- Стопани (бывшая 2-я Тверицкая). Названа в начале 1940-х в честь А. М. Стопани (1871—1932) — революционера, советского партийного деятеля.
- Сторожевая (бывшая часть 2-го проезда Кармановского посёлка). Переименована в 1976 году.
- Стрелецкая. Названа в начале XIX века.
- Строителей. Названа в 1983 году.
- Суворовская, Суворовская 2-я. Названы в 1930-х по расположению в посёлке при лесозаводе имени Суворова (завод назван в честь С. А. Суворова — революционера, застреленного красноармейцами).
- Судостроителей (бывшая Трудовая (до 1952 года), Пионерская). Переименована в 1972 году по расположению рядом с судостроительным заводом.
- Суздальская. Названа в 1940 году по расположению в Суздальском посёлке.
- Суркова (бывшая Благовещенская (до 1924 года) — по расположенной на ней Благовещенской церкви, Школьная). Переименована в 1983 году в честь советского поэта А. А. Суркова.
- Сусанина. Названа в 1940 году в честь И. О. Сусанина (?—1613) — героя Русско-польской войны 1605—1618 годов.

#### Т
- Таборская. Название известно с XVIII века. По легенде в 1612 году здесь располагалось табором (лагерем) Второе народное ополчение. Часть улицы была застроена в 1910-х при расширении свинцово-белильного завода, в 2000-х поперёк улицы построили жилой дом, и она стала пешеходной дорожкой внутри квартала.
- Талалихина. Названа в 1950-х в честь В. В. Талалихина (1918—1941) — лётчика.
- Тарная 1-я (бывшая Костромская), 2-я (бывшая Максима Горького). Переименованы в 1957 году по находившему рядом предприятию «Таралесторг».
- Татарская. Названа в 1927 году в честь татар, с которыми ярославцы бились на этом месте в 1257 году.
- Тверицкая 1-я, 2-я, 3-я, 4-я, 5-я, 6-я. Названы в начале XX века по расположению в посёлке Тверицы.
- Твороговский ручей. Названа в начале 1950-х по расположению рядом с Твороговским ручьём.
- Театральная. Названа в 1930-е.
- Тепличная (бывшая Школьная (до 1957 года), 2-я Лесозаводская). Переименована в 1976 году.
- Терешковой (бывшая Голубятная, Большая Петропавловская — вела к Петропавловской церкви, затем снова Голубятная). Переименована в 1963 году в честь В. В. Терешковой — первой женщины-космонавта.
- Технопарковая. Названа в 2011 году.
- Титова. Названа в 1965 году в честь Г. С. Титова (1935—2000) — лётчика-космонавта.
- Тихая (бывшая Пушкинская (до 1957 года), 7-я Нововоздвиженская — по расположению в посёлке Воздвиженье). Переименована в 1976 году.
- Ткацкая. Названа в июне 1927 по расположению поблизости от прядильно-ткацкой фабрики.
- Толгская. Названа в 2022 году по расположению в посёлке Толга.
- Тормозная 1-я, 2-я, 3-я, 4-я, 5-я, 6-я, 7-я. Названы в 1930—1960-е годы по расположению в посёлке тормозного завода.
- Торфяная. Названа в 1930-е по расположению рядом с Забелицким торфопредприятием.
- Тракторная (бывшие 10-й проезд Кармановского посёлка + 3-й Дорожный переулок). Переименована в 1976 году.
- Транспортная 2-я (бывшая часть Транспортной улицы). Переименована в 1957 году.
- Трефолева (бывшая Варваринская (до 1918 года) — по находящейся на ней Варваринской церкви, Большая Февральская). Переименована в 1940 году в честь Л. Н. Трефолева — поэта, ярославского краеведа.
- Троицкая. Наззвана в 2023 году по расположению рядом с Троицкой церковью в посёлке Смоленском.
- Тропинская. Известна с XVI века как часть старой Московской дороги, вдоль которой образовалась Тропинская слобода.
- Трофимково. Названа по расположению в посёлке Трофимково.
- Трудовая. Названа в 1927 году.
- Труфанова (бывшая часть улицы Урицкого). Переименована в 1985 году по случаю празднования 40-летия победы в ВОВ в честь Н. И. Труфанова — советского полководца.
- Туговская. Названа в 1927 году по расположению рядом с Туговой горой.
- Тулупова. Названа в XVIII веке по одному из домовладельцев.
- Туманова (бывшая часть улицы Урицкого). Переименована в 1975 году по случаю празднования 30-летия победы в ВОВ в честь И. Н. Туманова (1924—1973) — разведчика; работал в Ярославле.
- Тургенева. Названа в 1939 году в честь И. С. Тургенева (1818—1883) — писателя.
- Тутаевская 2-я. Названа в начале 1940-х по расположению рядом с Тутаевским шоссе.

#### У
- Угличская (бывшая Малая Угличская — по городу Угличу Ярославской губернии). Переименована в 1918 году. В 1976 году к ней присоединёна часть Угличского шоссе.
- Ударная. Названа в конце 1950-х.
- Узловая. Названа в 1976 году по расположению рядом с железнодорожным узлом.
- Университетская. Названа в 1988 году в связи с планами строительства рядом с Савино университетского городка.
- Урицкого. Названа в 1965 году в честь М. С. Урицкого (1873—1918) — революционера, чекиста, одного из организаторов массового террора населения России.
- Урочская (бывшая Матронная). Переименована в 1924 году по расположению вблизи речки Урочь. В 2010 году к ней присоединён участок дороги до въезда на Октябрьский мост.
- Усадебная. Названа в 2015 году. Расположена в посёлке Норское.
- Утренняя (бывший переулок Чкалова (до 1957 года), 3-й Лесозаводской переулок). Переименована в 1976 году.
- Ухтомского. Названа в 1959 году в честь А. В. Ухтомского (1876—1905) — машиниста, участника революции 1905 года. Название связано с расположением около железнодорожной станции.
- Ушинского (бывшая Стрелецкая (до 1918 года) — по расположению в бывшей Стрелецкой слободе, Красная). Переименована в 1946 году в честь К. Д. Ушинского — основоположника научной педагогики в России.

#### Ф
- Фабричная. Названа в начале XX века по расположению вблизи фабрик.
- Флотская (бывшая Воздвиженская — по расположенной на ней Воздвиженской церкви). Переименована в 1924 году.
- Фруктовая (бывший 35-й проезд Кармановского посёлка). Переименована в 1976 году.
- Фурманова (бывшая Суринская — по одному из домовладельцев). Переименована в 1951 году в честь Д. А. Фурманова (1891—1926) — комиссара, участника разрушения Ярославля в 1918 году.

#### Х
- Халтурина. Названа в 1938 году в честь С. Н. Халтурина (1856/1857 — 1882) — террориста, член исполкома террористической организации «Народная воля».
- Хальзунова. Названа в 1940 году в честь лётчика В. С. Хальзунова.
- Харитонова. Названа в 1951 году в честь Ф. М. Харитонова (1889—1943) — участника Гражданской и Великой Отечественной войн, генерал-лейтенанта.
- Хвойная (бывшая Лесная). Переименована в 1957 году.
- Хлебная (бывшая часть улицы Серова (до 1957 года), 2-й Лесозаводской переулок). Переименована в 1976 году по расположению рядом с хлебозаводом.
- Хользунова. Названа в честь В. С. Хользунова (1905—1939) — лётчика.
- Хуторская. Названа в 2000 году.

#### Ц
- Цветочная. Названа в начале XX века. В 1957 году к ней присоединена Короткая улица.
- Центральная. Названа в начале XX века по расположению в центре Гагаринской слободы. В 1957 году разделена на 1-ю Центральную и 2-ю Центральную. В 1976 году вновь соединена.
- Циолковского. Названа в начале 1960-х в честь К. Э. Циолковского — русского учёного, основоположника современной космонавтики. Название связано с расположением в посёлке Сокол при аэродроме Дядьково.

#### Ч
- Чаадаева. Названа в начале 1940-х в честь философа П. Я. Чаадаева.
- Чайковского (бывшая Любимская — по городу Любиму Ярославской губернии). Переименована в 1940 году в честь П. И. Чайковского — русского композитора.
- Чапаева. Названа в честь В. И. Чапаева (1887—1919) — участника Гражданской войны.
- Червонная (бывшая Новотроицкая — по расположению в Новотроицкой слободе). Переименована в 1927 году.
- Чернопрудная. Названа в 2006 году по старинному названию местности «Чернопрудная пустошь».
- Чернышевского. Названа в честь Н. Г. Чернышевского (1828—1889) — писателя и критика.
- Чехова. Названа в 1939 году в честь А. П. Чехова (1860—1904) — русского писателя.
- Чкалова. Названа в 1948 году в честь лётчика В. П. Чкалова.

#### Ш—Щ
- Шандорная. Названа в начале 1940-х по расположению рядом с каналом Ляпинской электростанции, перекрывавшегося шандорами (простейший вид затворов).
- Шевелюха. Названа в 1950-х по расположению в посёлке Шевелюха.
- Шевченко. Названа в 1938 году в честь Т. Г. Шевченко (1814—1861) — поэта. Упразднена в 2011 году в связи с фактическим исчезновением.[1]
- Шоссейная 1-я, 2-я. Названы в 1940-х. 3-я. Названа в 2016 году.
- Шпальная. Названа в 1930-е по расположению рядом со шпалопропиточным заводом. В 1957 году к ней присоединён 3-й Лесной переулок.
- Штрауса. Названа в 1937 году в честь И. Штрауса (1825—1899) — австрийского композитора.
- Щапова (бывшая часть Фибролитового посёлка). Переименована в 1965 году по случаю празднования 20-летия победы в ВОВ в честь Б. Д. Щапова (1921—1944) — лётчика; учился в школе № 36, расположенной на этой улице.
- Щемиловка. Названа в XVIII веке.
- Щепкина. Названа в 1930-х в честь М. С. Щепкина (1788—1863) — русского актёра.
- Щорса. Названа в 1937 году в честь Н. А. Щорса (1895—1919) — участника Гражданской войны, командира украинских партизан.

#### Ю—Я
- Юдовская (бывшая 1-я Овражная (до 1957 года), 5-я Овражная). Переименована в 1976 году по находившейся рядом деревне Юдово.
- Южная подстанция. Улица посёлка при Южной подстанции, построенной в 1930-х.
- Юности. Названа в 1960-е.
- Яблоневая (бывший 33-й проезд Кармановского посёлка). Переименована в 1976 году.
- Яковлевская (бывшая 7-я Яковлевская). Переименована в 1988 году в связи с планами строительства новой улицы от Яковлевской развязки до улицы Папанина.
- Яковлевская 1-я (бывшая 2-я Болотная), 2-я (бывшая 1-я Болотная), 3-я (бывшая Школьная), 4-я (бывшая Свободы), 5-я (бывшая Советская), 6-я. Переименованы в 1957 году по расположению в посёлке Яковлевское.
- Ямская. Образовалась в XVI веке как часть старой Московской дороги, вдоль которой селились ямщики. Бывшая главная улица Ямской слободы.
- Ярославская. Названа в начале XX века по Ярославлю, когда Дядьково ещё было отдельным посёлком.
- Ясная (бывшая Первомайская (до 1957 года), 4-я Сергейцевская — по расположению в посёлке Сергейцево). Переименована в 1976 году.

### Бульвары
- Мира. Назван по расположению на площади Мира (бывших Соборной и Парадной площадей), которая была переименована в 1918 году по заключённому большевиками Брестскому миру.
- Первомайский (бывший Казанский — по находящемуся рядом Казанскому монастырю). Переименован в 1918 году.

### Линии
- Московская. Названа в середине XX века по расположению вдоль ж/д линии на Москву.
- посёлок 2-е Брагино 16-я, 17-я, 19-я, 21-я, 23-я, 25-я, 27-я, 29-я. Названы в 1958 году при разделении на улицы посёлка Брагино-2 (в 1970-е переименован во 2-е Брагино).
- посёлок Починки 1-я, 3-я, 4-я, 5-я, 6-я, 7-я, 8-я, 9-я, 10-я, 11-я, 12-я, 13-я, 14-я. Названия присваивались с 1910-х годов при разрастании посёлка. С 1940-х годов назывались линии посёлка Старые Починки и линии посёлка Новые Починки. Переименованы в 1957 году. 2-я линия переименована в 1965 году
- посёлок Творогово 2-я, 4-я, 10-я, 5-я, 6-я, 7-я, 8-я, 9-я, 11-я, 12-я, 13-я, 14-я, 15-я, 16-я, 17-я, 18-я, 19-я, 20-я, 21-я, 22-я, 23-я, 24-я, 25-я, 26-я, 27-я, 28-я, 29-я. Названия присваивались с 1910-х годов при разрастании посёлка. Последняя названа в 1991 году.

### Набережные
- Волгостроевская. По левому берегу Волги в посёлке Волгострой.
- Волжская. По правому берегу Волги в центре города.
- Закоторосльная 1-я (бывшая Которосльная). Переименована в 1957 году. По правому берегу Которосли в посёлках Тропино и Коровники.
- Закоторосльная 2-я (бывшая Которосльная). Переименована в 1957 году. По правому берегу Которосли в посёлке Толчково.
- Которосльная. По левому берегу Которосли в центре города.
- Нововоздвиженская 1-я. По левому берегу Волги на самом севере города.
- Норская 1-я, 2-я. Набережные по правому берегу Волги в посёлке Норское ниже и выше реки Нора.
- Портовая (бывшая Волжская). Переименована в 1957 году. По правому берегу Волги в посёлке Коровники.
- Тверицкая. Набережная по левому берегу Волги в посёлке Тверицы.
- Набережная реки Урочь. По реке Урочь.

### Переулки

#### А-И
- Багрицкого
- Базарный. Назван в 1930-е по расположению рядом с Базарной улицей.
- Безымянный
- Бондарный 2-й
- Боровой 1-й, 2-й, 3-й, 4-й
- Брейтовский 1-й, 2-й, 3-й, 4-й, 5-й, 6-й, 7-й, 8-й, 9-й, 10-й
- Бутырский 1-й, 2-й, 3-й
- Вербный 1-й, 2-й, 3-й. Планируемые переулки на Липовой Горе. Названы в 2017 году.
- Вокзальный 1-й, 2-й, 3-й, 4-й
- Вологодский
- Воровского
- Гагаринский. Назван в начале XX века по расположению в Гагаринской слободе.
- Герцена
- Глиняный
- Гоголя
- Голубятный 1-й, 2-й. Названы в 2015 году. Расположены в посёлке Очапки.
- Горный
- Городищенский 1-й, 2-й
- Дачный
- Дегтяревский 1-й, 2-й
- Демидовский
- Депутатский (бывший Сретенский)
- Докучалова
- Дорожный 1-й
- Доронина
- Достоевского 1-й, 2-й
- Дунайский 1-й, 2-й, 3-й
- Железнодорожный, Железнодорожный 5-й
- Жуковского
- Заводской (бывшая Заводская улица)
- Заволжский 1-й, 2-й, 3-й, 4-й, 5-й, 6-й (бывшая Насыриха). Переименованы в 1957 году.
- Задний Продольный (бывший Заднепродольный)
- Закгейма
- Заречный 1-й, 2-й, 3-й, 4-й (бывшие Средние переулки (до 1920-х),1-4-й Роговские переулки — по расположению в посёлке Рогово). Переименованы в 1952 году.
- Ивановский 1-й, 2-й, 3-й
- Иваньковский 1-й, 2-й, 3-й
- Ильинский. Назван по располагавшейся рядом церкви Илии Пророка на Ветке.
- Индустриальный

#### К
- Кармановский. Назван в 1940-х годах по расположению в Кармановском посёлке.
- Ключевой
- Колодезный
- Коммунаров
- Коровницкий
- Короткий
- Которосльной
- Коттеджный 1-й, 2-й
- Красноперевальский
- Краснохолмский 1-й, 2-й
- Критского (бывший Мякушкин переулок — проходил по бывшему двору купца Мякушкина, Никольский переулок — по расположенной на нём церкви Николы Надеина). Переименован в 1927 году в честь П. А. Критского.
- Крупской
- Крутой
- Кузьминский 1-й, 2-й
- Куропаткова, Куропаткова 2-й
- Кучерской

#### Л-Р
- Леваневского. Назван в 1938 году по расположению рядом с улицей Леваневского.
- Лесной. Назван в 1957 году по расположению рядом с Лесной улицей.
- Луговой 1-й, 2-й, 3-й, 4-й, 5-й. Названы в конце 1940-х по расположению рядом с Луговыми улицами.
- Малый (бывший Кадетский — по расположению рядом с кадетским корпусом). Переименован в 1927 году.
- Малый Заволжский. Назван по расположению рядом с Большой Заволжской улицей.
- Малый Московский. Назван в начале XX века.
- Мастеровой 1-й, 2-й, 3-й, 4-й, 5-й, 6-й, 7-й, 8-й, 9-й, 10-й, 11-й, 12-й, 13-й, 14-й, 15-й, 16-й, 17-й. Названы в 2015 году.
- Маяковского 1-й, 2-й, 3-й, 4-й, 5-й, 6-й, 7-й, 8-й, 9-й, 10-й, 11-й, 12-й, 13-й, 14-й, 15-й (бывшие 1-14-й Кладбищенские — по расположению рядом с Кладбищенской улицей). Переименованы в 1938 году вместе с улицей.
- Минина. Назван в 1950-е по расположению рядом с улицей Минина.
- Михайловский. Назван в 2010 году по расположению рядом с Михайловской улицей.
- Морозовский (бывший 4-й Лесной — по расположению рядом с лесопильным заводом). Переименован в 1957 году.
- Мукомольный (бывший Петромитрополитский — по расположению рядом с церковью Петра Митрополита). Переименован в 1927 году.
- Набережный. Назван в 1930-е по расположению вдоль набережной.
- Народный (бывшая Соколовская улица (до середины XVIII века), Холщевников переулок (до начала XIX века), Губернаторский переулок). Переименован в 1918 году.
- Нижний. Назван в 1930-е.
- Норский 2-й, 3-й, 4-й, 5-й. 2-й, 3-й, 4-й названы в 1957 году по расположению в посёлке Норское. 5-й — планируемый переулок в жилом районе Пашуково, назван в 2020 году.
- Овражный 1-й, 2-й, 3-й. Названы в 1957 году по расположению рядом с Овражной улицей.
- Окружной 1-й, 2-й, 3-й, 4-й, 6-й, 7-й. Названы в 1930-е годы по расположению рядом с Окружной улицей.
- Октябрьский (бывшая часть Дмитриевской площади). Переименован в 1927 году.
- Островского. Назван в 1940-е по расположению рядом с улицей Островского.
- Первомайский (бывший Казанский — по расположению рядом с Казанской улицей). Переименован в 1924 году.
- Песочный (бывший Веточный — по расположению рядом с железнодорожной веткой). Переименован в 1957 году.
- Петра Алексеева. Назван в начале 1950-х по расположению рядом с улицей Петра Алексеева.
- Писарева. Назван в 1930-е по расположению рядом с улицей Писарева.
- Подбутырский. Назван в конце 1940-х по расположению в посёлке Бутырки.
- Подвойского. Назван в 1973 году в честь Н. И. Подвойского — одного из организаторов Октябрьской революции.
- Пожарского 1-й, 2-й. Названы в 1960-е по расположению рядом с улицей Пожарского.
- Продольный 1-й (бывший 2-й Продольный), 2-й (бывшая 3-я Поперечная улица). Переименованы в 1957 году.
- Проектируемый
- Пролетарский (бывший Костромской — по расположению рядом с Костромским шоссе). Переименован в 1957 году.
- Путевой 4-й, 5-й, 6-й, 7-й. Названы в 1960-е по расположению рядом с Путевыми улицами.
- Путейский. Назван в 1927 году.
- Пятовский 1-й, 2-й, 3-й. Названы в 1957 году по расположению в посёлке Пятовское.
- Разина. Назван в 1950-е по расположению рядом с улицей Разина.
- Речной (бывшая Поперечная улица (до 1930-х), Рыбинский переулок). Переименован в 1952 году.
- Рыночный (бывшая часть Новотроицкой улицы (до 1927 года) — по расположению в Новотроицкой слободе, Торфяной переулок). Переименован в 1952 году.
- Рябиновый

#### С-Я
- Сабанеевский 1-й, 2-й, 3-й, 4-й, 5-й, 6-й. Названы в 2000 году по расположению рядом с Сабанеевской улицей.
- Семейный 1-й, 2-й
- Сквозной (бывший Волжский). Переименован в 1917 году.
- Складской. Назван в 1950-е по расположению рядом со Складской улицей.
- Слепнёва 1-й, 2-й. Названы в 1950-е по расположению рядом с улицей Слепнёва.
- Смоленский 1-й (бывший Школьный), 2-й (бывший Колхозный). Переименованы в 1957 году по расположению в посёлке Смоленское.
- Советский (бывший Ильинский — по расположению рядом с Ильинской улицей). Переименован в 1924 году.
- Согласный 1-й, 2-й, 3-й. Названы в 2022 году по расположению рядом с Согласной улицей.
- Солнечный. Назван в начале 1930-х по расположению рядом с Солнечной улицей.
- Софьи Ковалевской 1-й, 2-й. Названы в 1950-х по расположению рядом с улицей Софьи Ковалевской.
- Софьи Перовской. Назван в середине 1930-х по расположению рядом с улицей Софьи Перовской.
- Средний. Назван в 1930-е по расположению рядом со Средней улицей.
- Средний Заволжский. Назван по расположению рядом с Большой Заволжской улицей.
- Старый Костромской. Назван в конце 1940-х по расположению рядом со Старой Костромской улицей.
- Суворовский 1-й, 2-й. Названы в 1930-е по расположению рядом с Суворовской улицей.
- Суздальский 1-й, 2-й, 3-й. Названы в 1940 году по расположению рядом с Большой Суздальской улицей.
- Татарский. Назван в 1930-е по расположению рядом с Татарской улицей.
- Тверицкий 1-й. Назван в 1957 году по расположению рядом с Тверицкими улицами.
- Тверицкий 2-й (бывший Верхний). Переименован в 1957 году.
- Тепловой (бывшая часть Клубной улицы). Переименован в 1976 году по расположению рядом с Ляпинской котельной.
- Толчковский 2-й. Назван по расположению в посёлке Толчково.
- Торговый. Назван по расположению рядом с Гостиным двором.
- Тормозной 1-й, 2-й, 3-й, 4-й, 5-й, 6-й
- Торфяной 1-й, 2-й, 3-й (до 1952 года — 2-й Торфяной), 4-й, 5-й. 1-й и 2-й названы в 1940-е годы по расположению рядом с Торфяной улицей.
- Транспортный 1-й, 2-й. Названы в 1960-е по расположению рядом со 2-й Транспортной улицей.
- Тутаевский. Назван в начале 1940-х по расположению рядом с Тутаевским шоссе.
- Ударный 1-й, 2-й, 3-й. Названы в 1960-е годы.
- Физкультурный. Назван в 1976 году по расположению на месте бывшего посёлка Физкультуры.
- Филинский (бывший Яковлевский). Переименован в 1957 году по расположенной рядом станции Филино.
- Флотский (бывший Воздвиженский). Переименован в 1924 году. Упразднён в 2011 году в связи с фактическим исчезновением.[1]
- Хуторской 1-й, 2-й, 3-й, 4-й, 5-й. Названы в 2001 году.
- Центральный. Назван в 1950-е по расположению рядом с Центральной улицей.
- Шевелюха. Назван в 1950-е по расположению в посёлке Шевелюха.
- Шпальный. Назван в 1930-е по расположению рядом с шпалопропиточным заводом.
- Южный (бывший Шапулинский — по располагавшемуся на нём дому купцов Шапулиных).
- Яковлевский (бывшая часть Школьной улицы). Переименован в 1957 году по расположению в Яковлевском посёлке.
- Ямской. Назван по расположению в Ямской слободе.

### Площади
- Богоявленская (в 1920—1993 годах площадь Подбельского). В 1993 году восстановлено историческое название. Названа по находящейся на ней Богоявленской церкви.
- Волкова (бывшие Театральная + Власьевская площади). Переименована в 1938 году в честь основателя находящегося на неё театра Ф. Г. Волкова.
- Комсомольская (бывшая Никольская, Фабричная). Переименована в 1933 году по случаю празднования 15-летия основания комсомола.
- Красная (бывшая Семёновская — по находившейся на ней Семёновской церкви). Переименована в 1924 году.
- Карла Маркса. Названа в 1973 году по случаю открытия в этом месте памятника К. Марксу. Расположена на месте Романовской заставы.
- Мира. Названа в 1984 году по случаю благоустройства сквера.
- Октябрьская. Названа в 1966 году по случаю подготовки к празднованию 50-летия Октябрьской революции.
- Подвойского (бывшая Привокзальная). Переименована в 1967 году по случаю празднования 50-летия Октябрьской революции в честь Н. И. Подвойского — одного из организаторов этой революции.
- Советская (бывшая Ильинская — по находящейся на ней церкви Илии Пророка). Переименована в 1918 году по названию органов управления большевиков «советы».
- Торговая. Названа в начале XX века. На этом месте рядом с пристанью на Волге в посёлке Дядьково находилась площадь с оживлённой торговлей. Фактически не существует.
- Труда (бывшая Сенная — по находившемуся на ней Сенному рынку). Переименована в 1918 году.
- Челюскинцев (бывшая Парадная площадь + Соборная площадь (до 1918 года), площадь Мира — по случаю заключения большевиками Брестского мира). Переименована в 1934 году по случаю приезда в Ярославль экипажа судна «Челюскин».
- Юбилейная (бывшая Автозаводская (до 1960 года) — по находившемуся на ней ДК автозавода, площадь 950-летия Ярославля — по случаю празднования). Переименована в связи с неудобством использования предыдущего названия.
- Юности. Названа в 1983 году по случаю завершения строительства на ней театра юного зрителя.
- Ярославль-Главный (бывшая Вспольинская площадь — по историческому названию местности). Переименована в 1952 году заодно с переименованием станции Всполье в Ярославль-Главный.

### Посёлки
Посёлки, включённые в адресный реестр:
- 50 Завода. Бывший посёлок работников завода № 50.
- Вакарево
- Великий
- Дудкино
- Интернациональный
- Нефтебаза
- Октябрьский
- Осташинское
- Павловский
- Парижская Коммуна
- Пашуково
- Прибрежный
- Силикатного завода. Бывший посёлок работников завода силикатного кирпича.
- Скобыкино
- Сокол
- Текстилей
- Толга
- Шпалозавод. Бывший посёлок при шпалопропиточном заводе. С 1970-х посёлка не существует, но к топониму остался привязанным адрес одного дома.
- Энерголес. Расположен в Скобыкино, состоит из двух домов.

### Проезды
- Архангельский. Назван в 1975 году по городу Архангельску.
- Большой Московский (бывший 3-й проезд Большой Московской улицы — по расположению рядом с Большой Московской). Переименован в 1957 году.
- Большой Московский 1-й. Назван по расположению рядом с Большой Московской улицей.
- Брагинский 1-й, 2-й. Названы в 2007 году по расположению в жилом районе Брагино.
- Деповский. Назван в 1959 году по расположенному рядом железнодорожному депо.
- Доброхотова. Назван в 1980 году в честь Н. Ф. Доброхотова (1879—1938) — первого председателя ярославских губ- и горисполкомов; в 1917—1918 руководил установлением в городе советской власти, в 1938 был советской властью расстрелян.
- Домостроителей. Назван в 1984 году по находившемуся на нём заводу крупнопанельного домостроения.
- Дядьковский. Назван по расположению вблизи Дядьковской улицы.
- Кольцова. Назван в 1957 году в честь русского поэта А. В. Кольцова.
- Крестьянский (бывший Масляный пролом — по находившимся на нём торговым лавкам, продававшим масло). Переименован в 1948 году.
- Матросова. Назван в 1968 году в честь А. М. Матросова (1924—1943), погибшего в ВОВ.
- Московский 1-й, 2-й. Названы в 1930-е по расположению рядом с Большой Московской улицей.
- Моторостроителей. Назван в 1982 году.
- Мурманский. Назван в 1975 году по городу Мурманску.
- Мышкинский (бывшее Фабричное шоссе). Переименован в 1957 году по находившейся рядом Мышкинской улице.
- Овинный. Назван по расположению рядом с Овинной улицей.
- Островной. Назван в 2016 году по расположению рядом с Островными улицами.
- Парашютный. Назван в конце 1950-х. Название связано с расположением в посёлке Сокол при аэродроме Дядьково.
- Парковый, Парковый 1-й, 2-й, 3-й, 4-й, 5-й, 6-й, 7-й. Названы в конце 1950-х.
- Подвойского. Назван в 1973 году в честь Н. И. Подвойского — революционера, советского военного и партийного деятеля.
- Полевой
- поселок Сокол 1-й, 3-й, 16-й, 20-й
- поселок Творогово 1-й, 2-й, 3-й, 4-й, 9-й, 10-й, 11-й, 12-й, 13-й. Названы в 1960-е годы.
- Промышленный 1-й, 2-й. Названы в 1970-е годы по расположению в Северной промзоне.
- Реактивный. Назван в конце 1950-х. Название связано с расположением в посёлке Сокол при аэродроме Дядьково.
- Революционный (бывший Верёвочный пролом — по находившимся на нём торговым лавкам, продававшим верёвки). Переименован в 1948 году.
- Республиканский. Назван в 1970-е по Республиканской улице, у которой он начинается.
- Савинский. Назван в 2022 году по расположению поблизости от посёлка Савино.
- Связистов. Назван в 1980 году по находившемуся рядом комбинату механизации транспорта и связи.
- Тропинский. Назван по расположению в посёлке Тропино.
- Тутаевский
- Ухтомского. Назван в 1959 году по расположению рядом с улицей Ухтомского.
- Ушакова. Назван в 1973 году в честь Ф. Ф. Ушакова (1744—1817) — русского флотоводца.
- Шавырина. Назван в 1976 году в честь Б. И. Шавырина (1902—1965) — оружейного конструктора. Родился и учился в Ярославле.
- Школьный. Назван в 1986 году по находящейся на нём школе.
- Шоссейный. Назван в 2016 году по расположению рядом с Шоссейными улицами.
- Ямской 1-й (бывший Ямской), 2-й (бывший Ямской тупик), 3-й (бывший переулок Большой Московской улицы), 4-й. Переименованы в 1957 году по расположению рядом с Ямской улицей.

### Проспекты
- Авиаторов (бывшая Вологодская улица — от неё началась дорога на Вологду). В 1957 году к улице присоединено Костромское шоссе (участок от Урочской улицы до Яковлевского). В 1976 году улица переименована.
- Дзержинского (бывшая улица Дзержинского). Улица названа в 1967 году по случаю празднования 50-летия ВЧК-ОГПУ-КГБ в честь Ф. Э. Дзержинского — основателя ВЧК, ключевого организатора массового террора, концентрационных лагерей и политических репрессий. В 1977 году по случаю празднования 100-летия со дня рождения Дзержинского улица переименована в проспект.
- Ленина (бывшая часть улицы Городской Вал (до 1934 года) — по расположению на месте городских стен, проспект Шмидта). Переименован в 1957 году по псевдониму В. И. Ульянова «Ленин».
- Ленинградский (бывшее Ленинградское шоссе — по городу Ленинграду). Переименован в 1972 году в связи с «его значением в формировании Северного района».
- Машиностроителей. Назван в 1975 году по находящимся на нём машиностроительным заводам «Машприбор» и ЯЗДА.
- Московский (бывшая Большая Московская улица). Переименован в 1967 году.
- Октября (бывшая Дворянская улица (до 1918 года), Гражданская улица). Переименован в 1967 году по случаю празднования 50-летия Октябрьской революции.
- Толбухина (бывшая Петровская улица (до 1924 года) — по городу Петровску Ярославской губернии, Пушкинская улица (до 1952 года), улица Толбухина — в честь советского военачальника Ф. И. Толбухина). Переименована в 1972 году по случаю открытия памятника Ф. И. Толбухину.
- Фрунзе (бывшая Самоходная улица). Переименована в 1986 году в честь М. В. Фрунзе — советского военачальника, участника разрушения Ярославля в 1918 году.

### Станции
- Которосль
- Новоярославская
- Полянки
- Приволжье
- Пристань
- Тяговая подстанция Филино
- Урочь
- Станция Филино
- Филино 293 Километр

### Спуски
- Волжский спуск. Назван в XIX веке.
- Флотский спуск (бывший Воздвиженский съезд — по находящейся рядом Воздвиженской церкви). Переименован в 1924 году.

### Территории
- Лесозавода им Суворова. Название посёлка, возникшего в 1920-х при лесозаводе (завод назван в честь С. А. Суворова — революционера, застреленного красноармейцами).

### Тупики
- Бутырский 2-й. Назван 1930-е по расположению в посёлке Бутырки.
- Емельяна Ярославского. Назван в 1944 году по псевдониму революционера М. И. Губельмана «Емельян Ярославский».
- Московский. Назван в 1930-е по расположению рядом с Большой Московской улицей.

### Шоссе
- Костромское. Названо по направлению в сторону Костромы.
- Мельничное. Названо в конце 1950-х по расположению неподалёку от Мельничной улицы. Самого шоссе не существует (ещё в 1960-х вошло в состав Тормозного), но к нему остался привязанным адрес одного дома.
- Промышленное. Названо в 2002 году по расположению в Северной промзоне.
- Силикатное. Названо в 1950-х по расположению рядом с заводом силикатного кирпича.
- Старое Костромское. Названо в 1950-х по расположению рядом со Старой Костромской улицей.
- Суздальское. Часть древней дороги в Суздаль, проложенной в средневековье.
- Тормозное. Названо в начале 1950-х в связи с тем, что соединяло центр города с тормозным заводом.
- Тутаевское (бывшее Романовское — ведёт к городу Романов-Борисоглебску). Переименовано в 1920-х в связи с переименованием Романов-Борисоглебска в Тутаев.

## На 1911 год

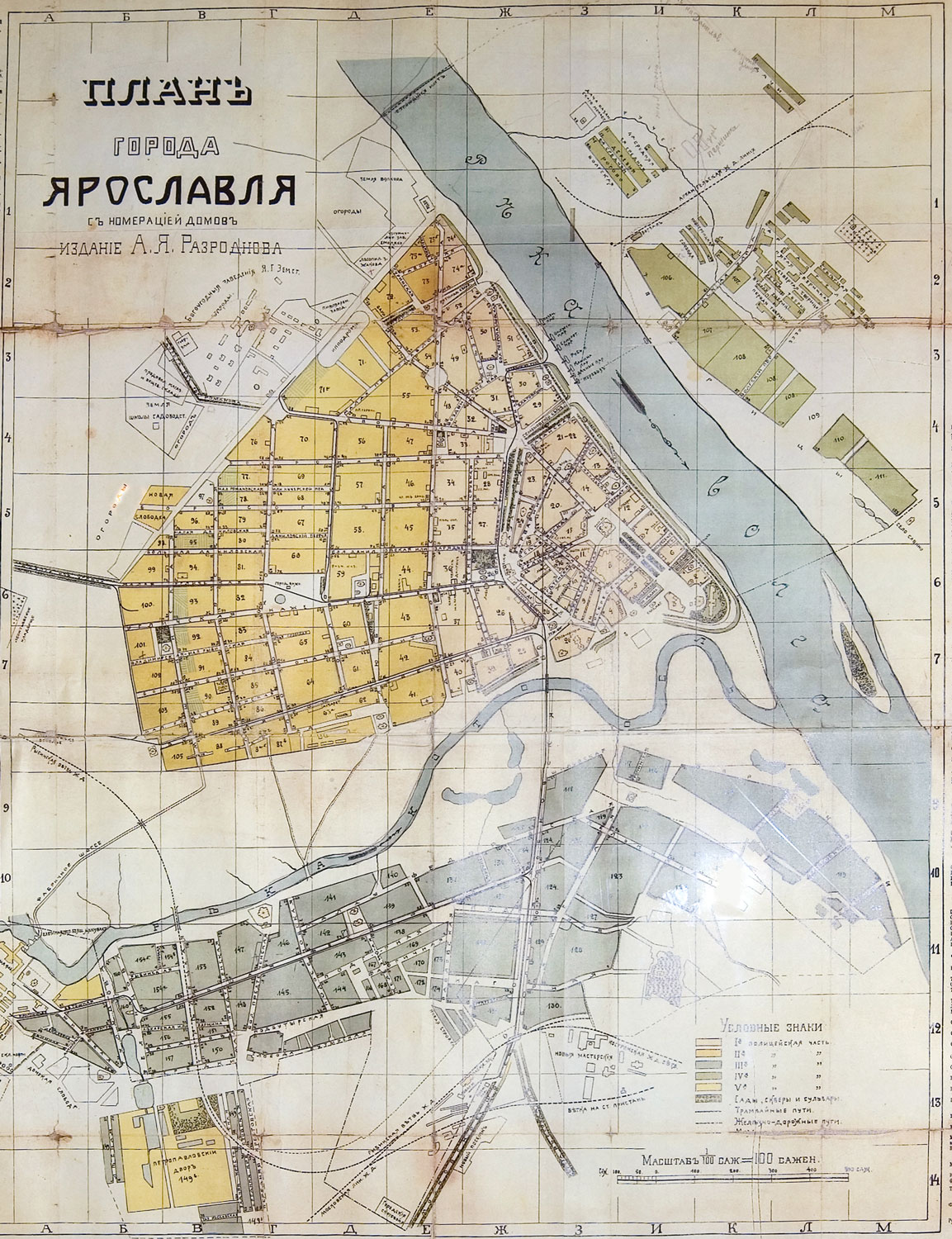
План Ярославля, 1911 год.

### Улицы
- Антипина. Сохранила название.
- Архангельская. Переименована в Союзную.
- Благовещенская. Переименована в Суркова.
- Большая Даниловская. Переименована в Богдановича.
- Большая Линия. Переименована в Комсомольскую.
- Большая Московская. Переименована в Московский проспект.
- Большая Петропавловская. Переименована в Терешковой вместе с Голубятной.
- Большая Предтеченская. Переименована в Большую Химическую, частично на территории завода «Русские краски».
- Большая Рождественская. Переименована в Большую Октябрьскую.
- Большая Романовская. Переименована в Некрасова.
- Большая Фёдоровская. Название возвращено.
- Борисоглебская. Переименована в Свердлова.
- Бутырская. Переименована во 2-ю Бутырскую.
- Варваринская. Переименована в Трефолева + Кедрова.
- Ветошная. Переименована в Носкова.
- Владимирская или Малая Рыбинская. Переименована в Рыбинскую.
- Власьевская или Большая Угличская. Переименована в Свободы.
- Воздвиженская. Переименована во Флотскую.
- Волгская. Часть присоединена к Тверицкой набережной, часть переименована в Столярную.
- Вологодская. Присоединена к Костромскому шоссе и переименована в проспект Авиаторов.
- Воскресенская. Переименована в Революционную.
- Всесвятская. Переименована в Максимова.
- Голубятная. Переименована в Терешковой.
- Дачи. Ныне Дачная.
- Дворянская. Переименована в проспект Октября.
- Духовская. Переименована в Республиканскую.
- Екатериненская. Переименована в Андропова.
- Железная (в Посаде). Переименована в Кооперативную.
- Железная (в Толчкове). Переименована в 5-ю Вокзальную.
- Заводская. Переименована в Заводской переулок.
- Зарядье. Переименована в Пушкина.
- Захарова. Сохранила название.
- Зеленцова. Переименована в Зеленцовскую.
- Златоустинская. Сохранила название.
- Ильинская. Переименована в Советскую.
- Казанская. Переименована в Первомайскую.
- Козья слободка. Ныне часть Рыбинской.
- Крестовская Передняя, Средняя и Задняя. Переименованы в 1-ю, 2-ю, 3-ю Рабочие.
- Лекарская или Вармина. Ныне Лекарская.
- Лесная. Сохранила название.
- Любимская. Переименована в Чайковского.
- Малая Даниловская. Застроена.
- Малая Московская. Сохранила название.
- Малая Петропавловская. Переименована в Победы вместе с Мологской.
- Малая Предтеченская. Переименована в Малую Химическую, частично на территории завода «Русские краски».
- Малая Рождественская. Переименована в Малую Октябрьскую. Большая часть застроена.
- Малая Романовская или Кучерской переулок. Ныне Кучерской переулок.
- Малая Углическая. Ныне Угличская.
- Малая Фёдоровская. Переименована в Малую Пролетарскую.
- Мамонтова. Сохранила название.
- Мельничная. Сохранила название.
- Миллионная. Ныне часть Республиканской улицы около Центральной водопроводной станции.
- Мологская. Переименована в Победы вместе с Молой Петропавловской.
- Мышкинская. Переименована в Лисицына.
- Нагорная. Часть сохранила название, часть переименована в Базарную.
- Нетеча. Переименована в Собинова вместе со Срубной улицей.
- Никитская или Большая Рыбинская. Переименована в Салтыкова-Щедрина.
- Никольская. Переименована в Волкова.
- Новая Стройка. Ныне 1-я Новостройка.
- Овинная. Сохранила название.
- Павловская. Переименована в Большую Павловскую.
- Передки. Переименована во 2-ю Бутырскую вместе с Бутырской.
- Петровская. Переименована в проспект Толбухина.
- Петромитрополитская. Переименована в Мукомольный переулок.
- Подбутырская. Переименована в Посохова.
- Подгорная. Переименована в Наумова + Запрудная.
- Подосёновская. Переименована в Карабулина.
- Поперечная. Переименована в Речной переулок.
- Пошехонская. Переименована в Володарского.
- Пробойная. Переименована в Советскую вместе с Ильинской.
- Прогонная. Переименована в Будкина.
- Пятницкая. Сохранила название. Большая часть застроена.
- Рождественская. Переименована в Нахимсона.
- Рыбинская. Переименована в Речную.
- Семёновская или Срубная. Переименована в Собинова.
- Северная. Сохранила название.
- Спасонагородская. Переименована в Почтовую.
- Спасская. Упразднена в 1960-х и частично застроена. Единственная из средневековых улиц в центральной части Ярославля, сохранившаяся после регулярной перепланировки города.
- Средняя 2-я. Переименована в Смолякова.
- Средняя 3-я. Переименована в Малую Заречную.
- Средняя 4-я. Частично включена в 1-й и 4-й Заречные переулки.
- Сретенская. Переименована в Депутатскую.
- Старая Московская. Сохранила название.
- Стрелецкая или Вологодская (в Посаде). Переименована в Ушинского.
- Стрелецкая (в Толчкове). Сохранила название.
- Суринская. Переименована в Фурманова.
- Таборская. Сохранила название. Большая часть застроена.
- Тверицкая 1-я, 2-я, 3-я, 4-я и 5-я. Сохранили название.
- Тропинская. Сохранила название.
- Тулупова. Сохранила название.
- Угличская. Переименована в Кирова.
- Фабричная. Сохранила название.
- Шиловская. Переименована в 1-ю Закоторосльную набережную вместе с Которосльной набережной в Коровниках.
- Широкая. Переименована в Стачек.
- Щемиловка. Сохранила название.
- Ямская. Сохранила название.

### Переулки
- Безымянный. Сохранил название.
- Волгский. Переименован в Сквозной.
- Губернаторский. Переименован в Народный.
- Даниловский. Застроен.
- Дегтярёвский. Переименован в 1-й Дегтярёвский.
- Демидов. Ныне Демидовский.
- Кучерской. Сохранил название.
- Малый Московский. Сохранил название.
- Николо-Надеинский. Переименован в Критского.
- Сретенский. Переименована в Депутатский.
- Шапулинский. Переименована в Южный.

### Проломы
- Верёвочный. Переименован в Революционный проезд.
- Масляный. Переименован в Крестьянский проезд.

### Съезды
- Воздвиженский. Переименован во Флотский спуск.
- Волжский. Ныне Волжский спуск.
- Мякушкинский. Ныне Мякушкинский спуск.
- Пятницкий. Сохранил название.
- Семёновский. Переименован в улицу Красный Съезд.

### Шоссе
- Московское. Переименовано в Московский проспект вместе с Большой Московской улицей.
- Фабричное. Переименовано в Мышкинский проезд.

### Слободы
- Бутырская
- Донская
- Ново-Борисоглебская
- Новотроицкая. Переименована в Червонную и Болотную улицы.

### Площади
- Богоявленская. Название возвращено.
- Власьевская. Переименована в Волкова вместе с Театральной.
- Ильинская. Переименована в Советскую + Челюскинцев.
- Лесная. Ныне сквер у Октябрьской площади.
- Соборная. Переименована в Челюскинцев вместе с частью Ильинской.
- Семёновская. Переименована в Красную.
- Сенная. Переименована в Труда.
- Театральная. Переименована в Волкова вместе с Власьевской.

### Бульвары
- Некрасовский. Ныне часть Первомайского бульвара от Красной площади до Волжской набережной.
- Казанский. Ныне часть Первомайского бульвара от Красной площади до площади Волкова.
- Волжская набережная. Сохранила название.

### Станции
- Всполье. Ныне Ярославль-Главный.
- Урочь. Упразднена.
- Ярославль-Город. Ныне Ярославль-Московский.
- Ярославль-Пристань. Сохранила название.